# Franco Ressel
Pour les articles homonymes, voir Ressel.
Franco Ressel (né Domenico Orabona à Naples le 8 février 1925 et mort à Rome le 30 avril 1985 est un acteur italien.
Il a tourné dans 121 films entre 1961 et 1985.

## Filmographie partielle
- 1961 : L'Assassin (L'assassino) d'Elio Petri
- 1961 : Les Mille et Une Nuits (Le meraviglie di Aladino) de Mario Bava et Henry Levin
- 1961 : Le Géant à la cour de Kublai Khan (Maciste alla corte del Gran Khan) de Riccardo Freda
- 1962 : Le Tyran de Syracuse (Il tiranno di Siracusa) de Curtis Bernhardt
- 1962 : Il monaco di Monza de Sergio Corbucci
- 1963 : Le Quatrième Mousquetaire (I quattro moschettieri) de Carlo Ludovico Bragaglia
- 1964 : Six Femmes pour l'assassin (Sei donne per l'assassino) de Mario Bava
- 1964 : Du grisbi au Caire (La sfinge sorride prima di morire - stop - Londra) de Duccio Tessari
- 1965 : Deux bidasses et le général (Due marines e un generale) de Luigi Scattini
- 1965 : L'Homme, l'Orgueil et la Vengeance (L'uomo, l'orgoglio, la vendetta) de Luigi Bazzoni
- 1966 : Lanky, l'homme à la carabine (Per il gusto di uccidere) de Tonino Valerii
- 1966 : L'agent Gordon se déchaîne (Password : Uccidete agente Gordon) de Therence Hathaway : Linda Kastiadis / Albert Kowalski
- 1968 : El mercenario (Il mercenario) de Sergio Corbucci
- 1968 : Le Fils de l'Aigle noir (Il figlio di Aquila Nera) de Guido Malatesta
- 1969 : Sabata (Ehi amico... c'è Sabata. Hai chiuso!) de Gianfranco Parolini, sous le pseudonyme de Frank Kramer : Stengel
- 1969 : Zorro au service de la reine  (Zorro alla corte d'Inghilterra) de Franco Montemurro : Lord Percy Moore
- 1970 : Bonnes funérailles, amis, Sartana paiera (Buon funerale, amigos!... paga Sartana) de Giuliano Carnimeo
- 1971 : Quand les colts fument... on l'appelle Cimetière (Gli fumavano le Colt... lo chiamavano Camposanto) de Giuliano Carnimeo : le juge
- 1971 : Trafic de Jacques Tati
- 1971 : Homicide parfait au terme de la loi (Un omicidio perfetto a termine di legge) de Tonino Ricci
- 1971 : On continue à l'appeler Trinita (...continuavano a chiamarlo Trinità) d'Enzo Barboni
- 1971 : Paura in città de Giuseppe Rosati
- 1972 : Caresses à domicile (A.A.A. Massaggiatrice bella presenza offresi...) de Demofilo Fidani
- 1972 : Le Manoir aux filles (Ragazza tutta nuda assassinata nel parco) de Alfonso Brescia
- 1972 : L'Œil du labyrinthe (L'occhio nel labirinto) de Mario Caiano
- 1975 : ...a tutte le auto della polizia... de Mario Caiano
- 1976 : Per amore de Mino Giarda
- 1977 : Adios California de Michele Lupo
- 1977 : Antigang (La malavita attacca... la polizia risponde!) de Mario Caiano
- 1978 : Le Crime du siècle  (Indagine su un delitto perfetto) d'Aaron Leviathan
- 1981 : La Chartreuse de Parme (La Certosa di Parma), téléfilm de Mauro Bolognini
- 1982 : Il conte Tacchia de Sergio Corbucci
- 1982 : Panique (Bakterion) de Tonino Ricci
- 1983 : Et vogue le navire… (E la nave va) de Federico Fellini
- 1983 : Il petomane de Pasquale Festa Campanile
- 1983 : A tu per tu de Sergio Corbucci